# Sarcosaure
El sarcosaure (Sarcosaurus, "llangardaix pell") és un gènere de dinosaure teròpode primitiu, concretament un celofisoïdeu. Visqué durant el Juràssic inferior, fa uns 200 milions d'anys. Les restes fòssils de sarcosaure, que inclouen un esquelet parcial, foren trobades a Anglaterra. L'espècie tipus, Sarcosaurus woodi, fou descrita per primera vegada per Andrews l'any 1921.